# シニシャ・アンジェルコビッチ
シニシャ・アンジェルコヴィッチ（Siniša Anđelković, 1986年2月13日 - ）は、ユーゴスラビア（現スロベニア）・クラーニ出身の元サッカー選手。現役時代のポジションはディフェンダー。元スロベニア代表。

## 経歴

### クラブ
スロベニア2部に属する地元クラブNKトリグラフ・クラーニでキャリアをスタートさせ69試合に出場した。2008年にスロベニア・プルヴァリーガ1部に属するNKドラヴァ・プトゥイに移籍しトップリーグデビューを果たした。
同クラブでリーグトップの54試合に出場したことが評価され、2010年1月に強豪NKマリボルへとステップアップを果たした。同クラブでは主力センターバックとしてすぐさま定着しスロベニア・カップとスロベニア・プルヴァリーガ1部での優勝を果たした。
2011年1月にはセリエAのパレルモからオファーを受けイタリアに渡ることになった。ちなみにこの際の移籍金は公表されていないものの、スロベニア・プルヴァリーガ1部のDF史上最高の金額であったと報じられている。
パレルモでは夏に加入し活躍していたイリチッチ、バチノヴィッチと、アンジェルコヴィッチと共に冬に加入することになったクルティッチの3人の同胞と共にプレーする事になった。加入直後のコッパ・イタリア・キエーヴォ・ヴェローナ戦でさっそくフル出場を果たし勝利に貢献。
2011-12シーズンは代表でのレギュラー争いのこともあり出場機会を得るべく期限付き移籍先を模索。セリエAからのオファーもあったがセリエBのアスコリを選択した。故障の影響もありリーグ戦出場は22試合のみに終わったものの、出場した試合では高い評価を受けた。翌シーズンはモデナFCに期限付き移籍。同クラブでは32試合に出場し、センターバックでありながら2得点2アシストを記録した。
2013年6月30日にレンタル元のパレルモに復帰。2013-14年シーズンより4年連続で主力センターバックとして活躍しセリエBでの優勝、セリエAでの2年連続残留を果たした。
2017年7月25日にヴェネツィアFCに移籍。2019年1月9日に1年半契約でカルチョ・パドヴァに移籍した。

### 代表
2011年2月9日、当時属していたセリエA・USチッタ・ディ・パレルモのチームメートイリチッチとバチノヴィッチと共に親善試合のアルバニア代表戦でスロベニアA代表でのデビューを果たした。

## 所属クラブ
- NKトリグラフ・クラーニ 2004-2008
- NKドラヴァ・プトゥイ 2008-2009
- NKマリボル 2010
- USチッタ・ディ・パレルモ 2011-2017

→ アスコリ・カルチョ 2011-2012 (loan)
→ モデナFC 2012-2013 (loan)
- ヴェネツィアFC 2017-2019
- カルチョ・パドヴァ 2019-2022

## タイトル

### クラブ
NKマリボル
- スロベニア・カップ 優勝（1回）：2009-2010
- スロベニア・プルヴァリーガ1部 優勝（1回）：2010-2011

USチッタ・ディ・パレルモ
- セリエB 優勝（1回）：2013-2014